# 中田町下枝
中田町下枝（なかたまち したえだ）は、福島県郡山市の大字である。郵便番号は963-0833。

## 地理
郡山市東部の中田地区に属する。北で中田町牛縊本郷、東で中田町木目沢、中田町中津川、南で中田町川曲、中田町上道渡、西で田村町金沢、中田町高倉、北西で中田町海老根とそれぞれ隣接する。概ね町村制施行以前の田村郡下枝村の流れを汲む地域である。一級水系阿武隈川水系黒石川支流の五百目川流域を主な範囲とする。域内の多くを山林が占め、川沿いの平地に水田が広がり、山裾や街道沿いを中心に人家が立地する。東西に福島県道65号小野郡山線、南西から北にかけて福島県道144号谷田川三春線が貫き、両県道が重複するあたりに中田公民館など地域の主要施設が設置されている。中田町柳橋に所在する郡山警察署柳橋駐在所及び中田町下枝に所在する郡山消防署中田分署がそれぞれ管轄にあたる。

### 主な字
字
- 小綱木
- 南小綱木
- 五百目
- 貝作
- 松ノ木
- 中ノ内
- 井戸久保
- 高屋敷

- 杉内
- 大久保
- 中名畑
- 木鋪
- 宮ノ下
- 馬石
- 東南
- 愛宕前

- 柏田
- 大平
- 舘
- 荒町
- 稗田
- 折戸
- 長久保
- 寺屋敷

- 三合内
- 久保
- 沢目木
- 平松
- 六合内
- 富金
- 猫ノ田

### 山岳
- 御舘山
- 鶴石山

### 河川
一級水系阿武隈川水系
- 五百目川
  - 折戸川

## 歴史
- 1879年1月27日 - 三春藩領下枝村が福島県内における郡区町村制の施行により田村郡の村となる。
- 1889年4月1日 - 町村制の施行により下枝村が柳橋村、中津川村、黒木村、駒板村、木目沢村、牛縊本郷村と合併し御舘村が発足する。旧下枝村域は御舘村の大字となる。
- 1956年9月1日 - 御舘村が宮城村と合併し中田村が発足し、中田村の大字となる。
- 1965年8月1日 - 中田村が西田村と共に郡山市に編入され、郡山市の大字となる。

## 世帯数と人口
2024年1月1日現在の世帯数と人口は以下の通りである。
| 大字       | 世帯数  | 人口  |
| ---------- | ------- | ----- |
| 中田町下枝 | 290世帯 | 724人 |

## 小・中学校の学区
市立小・中学校に通う場合、学区は以下の通りとなる。
| 番地 | 小学校             | 中学校             |
| ---- | ------------------ | ------------------ |
| 全域 | 郡山市立御舘小学校 | 郡山市立御舘中学校 |

## 交通

### 道路
- 福島県道65号小野郡山線
- 福島県道144号谷田川三春線

## 施設
- 郡山市立中田公民館・中田ふれあいセンター
- 郡山消防署中田分署
- 下枝簡易郵便局
- 五百目の名水
- 熊野神社
- 白山神社
- 鹿島神社
- 菅布禰神社